# Kleť
Kleť är ett berg i Tjeckien. Det ligger i regionen Södra Böhmen, i den sydvästra delen av landet, 140 km söder om huvudstaden Prag. Toppen på Kleť är 1 083 meter över havet.